# A Mentira Sagrada
A Mentira Sagrada escrito por Luís Miguel Rocha, o único escritor português com um livro no top do New York Times. Este livro, tem um ritmo alucinante e é quase como um livro de Dan Brown português. Questiona o facto de Deus existir e muitas outros considerados verdades por todo o mundo.
Só quando é tornado papa é que este sabe a mentira que é a base do cristianismo. Esse segredo pode acabar com todos os pilares da religião e da fé.
Qual será o segredo que só os papas sabem?

## Receção
O livro foi publicado no Reino Unido a 9 de junho de 2011, sob o nome de The Papal Decree onde já é líder de vendas. Brevemente será editado no Brasil e na Noruega.